# ما یونیس هستیم
ما یونیس هستیم (انگلیسی: We Unis) اولین آلبوم چندآهنگه از گروه دخترانۀ اهل کره جنوبی یونیس است که در ۲۷ مارس ۲۰۲۴ توسط اف‌انداف انترتینمنت منتشر شد. این آلبوم از پنج قطعه، از جمله «زن فوق‌العاده» تشکیل شده است.

## موفقیت تجاری
آلبوم در جدول گائون کره در رتبه یازدهم قرار گرفت. همچنین فروش آن در کره ۶۵,۰۵۲ بود.